# Battaglioni M
I battaglioni "M" (ove la "M" era in riferimento a Benito Mussolini) furono le unità d'élite della Milizia Volontaria per la Sicurezza Nazionale italiana durante la seconda guerra mondiale.
Furono impiegati principalmente nella campagna di Russia, nella campagna italiana di Grecia e per la progettata invasione di Malta.

## Storia

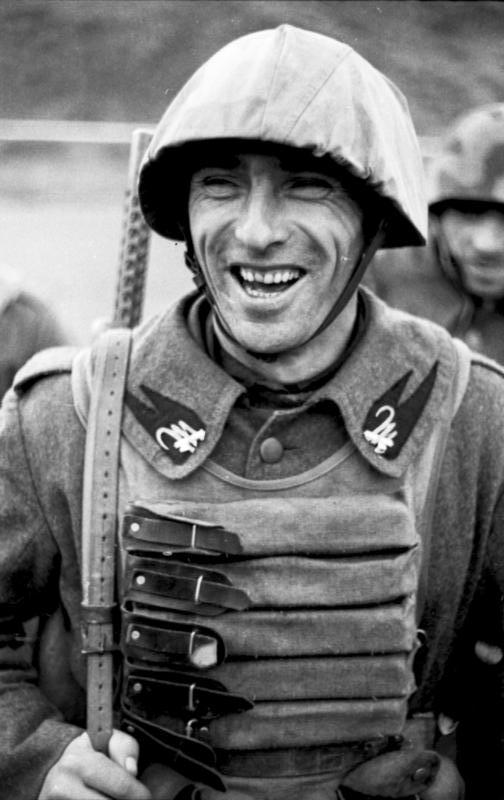
Militare di un battaglione M. Sul bavero si osservano le mostrine disegnate con la M mussoliniana che ingloba un fascio, privilegio concesso dal Duce ai reparti volontari con d.l. del 22 novembre 1941.

Vennero creati nel corso della seconda guerra mondiale, nell'ottobre 1941 come trasformazione e potenziamento dei battaglioni d'assalto e da montagna della Milizia Volontaria per la Sicurezza Nazionale (MVSN) che si erano particolarmente distinti in combattimento. I primi battaglioni "M" furono quelli provenienti dal Raggruppamento Galbiati (VIII di Varese, il XVI di Como e il XXIX di Arona), veterani della Battaglia di Marizai, e i battaglioni della 15ª Legione CC.NN. d'Assalto "Leonessa" (XIV di Bergamo e XV di Brescia), citati nel bollettino di guerra n. 248 del 10 febbraio 1941, seguiti da altri battaglioni d'assalto sempre distintisi in azioni belliche.
Per migliorarne ulteriormente l'efficienza bellica, i battaglioni "M" venivano sottoposti a speciali corsi di addestramento presso il "Campo Battaglioni M" a Roma-Trastevere, ed erano inquadrati nell'Ispettorato battaglioni "M" della MVSN (Con. Gen. Giua), che supervisionava l'addestramento e gestiva il flusso dei rimpiazzi. Con la caduta del fascismo, il 25 luglio 1943, il XVI Battaglione "M" di Como, in marcia su Roma, veniva fermato poco lontano dalla capitale in seguito ad un ordine impartito dal Capo di S.M. della Milizia, Generale Enzo Emilio Galbiati. Nel maggio 1943 fu costituita la 1ª Divisione corazzata CC.NN. "M" partendo dai pochi superstiti dei Battaglioni "M" rientrati dalla Russia e integrati da volontari. L'unità, equipaggiata con mezzi corazzati forniti dai tedeschi, era ancora in fase di addestramento al momento della caduta del fascismo ribattezzata 136ª Divisione corazzata "Centauro II" ed epurata dei suoi elementi più marcatamente fascisti, tra il 25 e il 26 luglio ebbe l'ordine di continuare l'attività di addestramento. Dopo lo scioglimento in conseguenza dell'armistizio di Cassibile, i reparti passati alla RSI furono assorbiti dalla Guardia Nazionale Repubblicana escluso il I Battaglione M "IX Settembre" che, costituitosi nel settembre 1943 a Tolone, combatté in Italia in varie località, partecipando anche al contrasto dello sbarco ad Anzio e sul fronte orientale.

## Struttura e organizzazione dei reparti
I battaglioni "M" potevano essere strutturati come battaglioni d'assalto o come battaglioni di armi d'accompagnamento. Per l'impiego operativo i battaglioni "M" erano solitamente assegnati direttamente alle dipendenze dei Corpi d'Armata o delle Armate, con funzioni di riserva generale e da questi riassegnati in supporto ad unità impegnate in azioni particolarmente impegnative.

### Battaglioni d'assalto
I battaglioni d'assalto erano organizzati come segue:
- Comando e plotone comando
- Plotone esploratori
- 3 compagnie di assaltatori.

Ogni compagnia era a sua volta organizzata in:
- Comando e plotone comando
- 2 plotoni assaltatori
- plotone mitraglieri

### Battaglioni d'armi di accompagnamento
I battaglioni armi d'accompagnamento erano invece organizzati come segue:
- Comando e plotone comando
- Compagnia mortai da 81mm.
- Compagnia cannoni d'accompagnamento e controcarro da 47/32.
- Compagnia mitraglieri

## Uniformi e distintivi

Militi dei battaglioni "M" della M.V.S.N.

I componenti dei Battaglioni "M" indossavano le normali uniformi della MVSN, con la sola differenza delle mostrine nere sulle quali il fascio littorio argentato usato dai reparti della MVSN al posto delle stellette del Regio Esercito era sostituito da un fascio intrecciato con una lettera "M" maiuscola smaltata in rosso, riproducente la grafia di Mussolini.
Anche i gagliardetti dei vari battaglioni riprendevano la medesima simbologia: su di essi, realizzati a forma di coda di rondine, comparivano ricamati la stessa "M" rossa con fascio littorio, la scritta "Seguitemi" (che esprimeva fedeltà alla Patria e al Fascismo) con la stessa calligrafia della "M" e il numero del reparto.

## Impiego operativo

### Campagna dei Balcani
I Battaglioni d'assalto "M" X (fino al febbraio 1943), LXXI, LXXXI e LXXXV operarono nei Balcani in compiti di guarnigione e operazioni di controguerriglia.

### Fronte russo

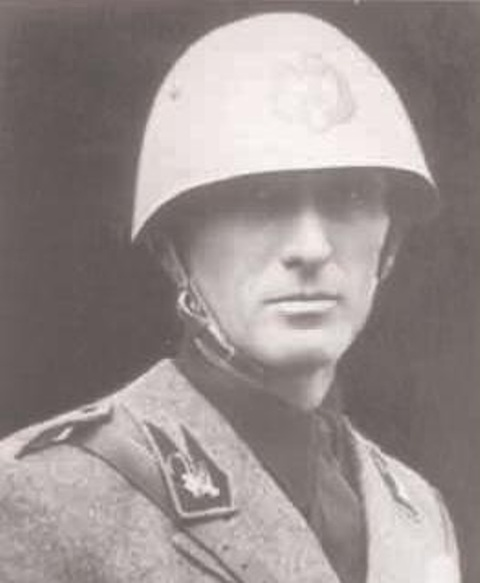
Il seniore Giacomo Comincioli della 15ª Legione CC.NN. d'Assalto "Leonessa". Sul bavero si osservano le mostrine con la M

I Battaglioni "M" impiegati sul fronte russo vennero inquadrati in Raggruppamenti, ciascuno formato da due Gruppi Battaglioni "M", ciascuno formato da due battaglioni d'assalto e un battaglione armi d'accompagnamento, come segue:
Raggruppamento CC.NN. "III Gennaio"
Gruppo battaglioni M "Tagliamento"
LXIII Battaglione d'assalto "M"
LXXIX Battaglione d'assalto "M"
LXIII Battaglione Armi d'Accompagnamento "Sassari" (del Regio Esercito)
Gruppo di Battaglioni "M" "Montebello"
VI Battaglione d'assalto "M"
XXX Battaglione d'assalto "M"
XII Battaglione Armi d'Accompagnamento "M"
Raggruppamento Camicie Nere "XXIII Marzo"
Gruppo di Battaglioni "M" "Leonessa"
XIV Battaglione d'assalto "M"
XV Battaglione d'assalto "M"
XXXVIII Battaglione Armi d'Accompagnamento "M"
Gruppo di Battaglioni "M" "Valle Scrivia"
V Battaglione d'assalto "M"
XXXIV Battaglione d'assalto "M"
XLI Battaglione Armi d'Accompagnamento "M"
Le Camicie Nere del Gruppo "Tagliamento" non erano originariamente un'unità "M", ma vennero promosse a questa qualifica sul campo quale riconoscimento del valore dimostrato nel corso delle operazioni del CSIR (Corpo di Spedizione Italiano in Russia). Come tali, furono gli unici battaglioni "M" a non essere stati addestrati nel Campo Battaglioni "M" di Roma-Trastevere.
I Battaglioni "M" dimostrarono a più riprese di essere tra le migliori unità dell'ARMIR (Armata Italiana in Russia), operando principalmente in supporto del XXXV Corpo d'Armata.

### Invasione di Malta
In vista della progettata invasione di Malta (Operazione C3), la MVSN costituì un reparto da sbarco, il Gruppo Battaglioni "M" di Camicie Nere da Sbarco, così strutturato:
Comando e compagnia comando
XLII Battaglione da Sbarco "M" "Vicenza"
XLIII Battaglione da Sbarco "M" "Belluno"
L Battaglione da Sbarco "M" "Treviso"
LX Battaglione da Sbarco "M" "Pola"
2 Compagnie cannoni d'accompagnamento da 47/32
1 Compagnia mortai da 81mm
1 Compagnia Guastatori
Con la cancellazione dell'Operazione C.3, le Camicie Nere da Sbarco furono riorganizzate su due Gruppi Battaglioni, come segue:
I Gruppo di Battaglioni Camicie Nere "M" da Sbarco
XLIII Battaglione da Sbarco "M"
LX Battaglione da Sbarco "M"
V Battaglione Armi d'Accompagnamento (del Regio Esercito)
Il I Gruppo Battaglioni partecipò alla occupazione della Corsica, ove rimase di guarnigione fino all'8 settembre 1943, quando partecipò ai combattimenti contro i Tedeschi.
II Gruppo di Battaglioni Camicie Nere "M" da Sbarco
XLII Battaglione da Sbarco "M"
L Battaglione da Sbarco "M"
V Battaglione Armi d'Accompagnamento (del Regio Esercito)
Il II Gruppo Battaglioni partecipò alla occupazione della Corsica, per poi trasferirsi in Francia ove rimase di guarnigione nella zona di Tolone fino all'8 settembre 1943, quando si sciolse con le altre unità della 4ª Armata.

### Campagna di Tunisia
Il X Battaglione d'assalto "M" venne trasferito in Tunisia nel febbraio 1943 e assegnato inizialmente in supporto della 136ª Divisione corazzata "Giovani Fascisti" sulla linea difensiva del Mareth e poi alla 101ª Divisione motorizzata "Trieste" fino alla resa delle forze dell'Asse in Africa.

## Elenco
- V Battaglione d'assalto "M" (dalla 5ª Legione "Valle Scrivia" di Tortona)
- VI Battaglione d'assalto "M" (dalla Legione "Sforzesca" di Vigevano)
- VIII Battaglione d'assalto "M" (dalla Legione "Cacciatori delle Alpi" di Varese)
- X Battaglione d'assalto "M" (dalla Legione "Montebello" di Voghera)
- XII Battaglione d'assalto "M" (dalla Legione "Monte Bianco" di Aosta)
- XIV Battaglione d'assalto "M" (dalla Legione "Garibaldina" di Bergamo)
- XV Battaglione d'assalto "M" (dalla Legione "Leonessa" di Brescia)
- XVI Battaglione d'assalto "M" (dalla Legione "Alpina" di Como)
- XXIX Battaglione d'assalto "M" (dalla Legione "Antonio Chinotto" di Arona)
- XXX Battaglione d'assalto "M" (dalla Legione "Roberto Forni" di Novara)
- XXXIV Battaglione d'assalto "M" (dalla Legione "Premuda" di Savona)
- XXXVIII Battaglione d'assalto "M" (dalla Legione "Vittorio Alfieri" di Asti)
- XLI Battaglione d'assalto "M" (dalla Legione "Cesare Battisti" di Trento)
- XLII Battaglione da Sbarco "M" (dalla Legione "Berica" di Vicenza)
- XLIII Battaglione da Sbarco "M" (della Legione "Piave" di Belluno)
- L Battaglione da Sbarco "M" (della Legione "Trevigiana" di Treviso)
- LX Battaglione da Sbarco "M" (della Legione "Istria" di Pola)
- LXIII Battaglione d'assalto "M" (dalla Legione "Tagliamento" di Udine)
- LXXI Battaglione d'assalto "M" (dalla Legione "Manfreda" di Faenza)
- LXXIX Battaglione d'assalto "M" (dalla Legione "Cispadana" di Reggio Emilia)
- LXXXI Battaglione d'assalto "M" (dalla Legione "Alberico da Barbiano" di Ravenna)
- LXXXV Battaglione d'assalto "M" (dalla Legione "Apuana" di Massa)